# You Think You’re A Man
A You Think You’re A Man című kislemez az 5. kimásolt dal az amerikai Divine The Story So Far című albumáról, mely 1984-ben jelent meg. A dalt Leyton Buzzards és Geoff Deane írta, akik a Modern Romance című filmhez is írtak betétdalt.
A dalt 1987-ben a The Vaselines nevű rockbanda is feldolgozta, és megjelentette a Son Of A Gun című EP-jén, valamint Sipos F. Tamás is feldolgozta a dalt "Hát ez nem semmi" címmel, mely a Nincs baj, Baby! című albumán hallható.

## Megjelenések
12"  Proto 234.655
- A - You Think You're A Man - 8:07
- B1 - You Think You're A Man (Radio Mix) - 3:35
- B2 - Give It Up - 3:05

7"  Bellaphon – 100·07·290
- A - You Think You're A Man - 3:35
- B - Give It Up - 3:05

## Helyezések
A You Think You're A Man című dal az első, melynek a producere a Stock, Aitken, Waterman trió voltak, akik többek között Rick Astley, Jason Donovan, Kylie Minogue-nak is írtak dalokat. A dal az angol Top 75 slágerlistán 1984 augusztusában a 16. helyig jutott, míg az Ír kislemez lista 14. helyén landolt.
A dal a német kislemez listán 9 hétig volt slágerlistás dal 1984 szeptemberében, és a 32. helyig jutott. Ez volt a 3. kislemeze, mely Top 40-es slágerlistás helyezést ért el.
A dal szintén sikeres volt Ausztráliában, ahol 1984 októberében a 8. helyen végzett, és két hétig volt listás dal. A Kent Music Report Top 100-as listáján 18 hétig volt slágerlistás, és a 78. helyig jutott. Az Új-Zélandi kislemez listán a 27. helyezett volt 1985 márciusában, és ez volt az első Divine dal, mely erre a kislemez listára felkerült, és 4 hétig szerepelt rajta.

## Slágerlista
| Slágerlista (1984)            | Legmagasabb helyezés |
| ----------------------------- | -------------------- |
| Australia (Kent Music Report) | 8                    |
| German Singles Chart          | 32                   |
| Ír slágerlista                | 14                   |
| New Zealand Singles Chart     | 27                   |
| Swiss Singles Chart           | 9                    |
| Brit kislemezlista            | 16                   |

### Év végi helyezések
| Slágerlista (1984)            | Helyezés |
| ----------------------------- | -------- |
| Australia (Kent Music Report) | 78       |

## Élő előadások
Divine a dalt az Ausztrál Televízió Countdown című műsorában adta elő 1984. október 7-én. A dal szintén elhangzott az angol Top Of The Pops műsorában is 1984. július 19-én.